# Coelioxys caudata
Coelioxys caudata är en biart som beskrevs av Maximilian Spinola 1838. Coelioxys caudata ingår i släktet kägelbin, och familjen buksamlarbin. Inga underarter finns listade i Catalogue of Life.